# أرت جونسون (لاعب كرة قاعدة)
أرت جونسون (بالإنجليزية: Art Johnson)‏ هو لاعب كرة قاعدة أمريكي، ولد في 16 يوليو 1919، وتوفي في 27 أبريل 2008.

## وصلات خارجية
- أرت جونسون على موقع دوري كرة القاعدة الرئيسي (الإنجليزية)
- أرت جونسون على موقعبيزبول رفرنس.كوم (الدوري الرئيسي) (الإنجليزية)
- أرت جونسون على موقعبيزبول رفرنس.كوم (الدوري الثانوي) (الإنجليزية)